# Lemoore Station
Lemoore Station est une census-designated place du comté de Kings, dans l'État de Californie, aux États-Unis,. En 2020, elle compte une population de 6 568 habitants.